# Zbrodnie w Stanisławowie (Wołyń)
Zbrodnie w Stanisławowie – zbrodnie dokonane przez bojówki Ukraińskiej Powstańczej Armii oraz ludność ukraińską na ponad 200 polskich mieszkańcach kolonii Stanisławów, położonej w powiecie włodzimierskim województwa wołyńskiego, podczas rzezi wołyńskiej. 
Stanisławów był miejscowością z 80-procentową większością Polaków, liczącą co najmniej 84 gospodarstwa. 
Do sierpnia 1943 roku we wsi doszło do kilku uprowadzeń polskich mężczyzn przez upowców. W maju 1943 roku (7 lub 11 maja)  bojówka UPA uprowadziła i zabiła 6 Polaków. W lipcu 1943 roku zabito 4-osobową rodzinę Bronickich. Na początku sierpnia uprowadzono i zabito kolejnych 9 Polaków.
14 sierpnia 1943 roku w wyniku napadu Ukraińców zginęło ponad 30 osób.
Pod wpływem tych ataków część polskich mieszkańców Stanisławowa uciekła do ośrodka samoobrony w Bielinie oraz za Bug. Wielu pozostało na miejscu obawiając się głodu i napadów dokonywanych na uchodźców. Ponadto Ukraińcy zapewniali, że nie grozi im niebezpieczeństwo.
29 sierpnia 1943 roku członkowie UPA oraz chłopi ukraińscy ze Stanisławowa, Stawek i Kracia wyłapali pozostających w miejscowości Polaków i wymordowali ich nad uprzednio wykopanymi dołami. Pierwsza ofiara, Piotr Bronicki (Branicki), została przecięta piłą. Pozostałych zabijano siekierami. W ten sposób zamordowano około 150 osób. Ucieczką uratował się Franciszek Pogrzebski. Przeżył także kowal Józef Sziler, któremu darowano życie, by wykonywał prace na rzecz UPA (zbiegł w październiku 1943 roku).
Zbrodnia z 29 sierpnia 1943 była częścią większej akcji UPA na zachodzie Wołynia. Tego samego dnia wymordowano inne pobliskie miejscowości polskie.

## Literatura
- Władysław Siemaszko, Ewa Siemaszko, Ludobójstwo dokonane przez nacjonalistów ukraińskich na ludności polskiej Wołynia 1939–1945, Warszawa: „von borowiecky”, 2000, ISBN 83-87689-34-3, OCLC 749680885.